# Катой

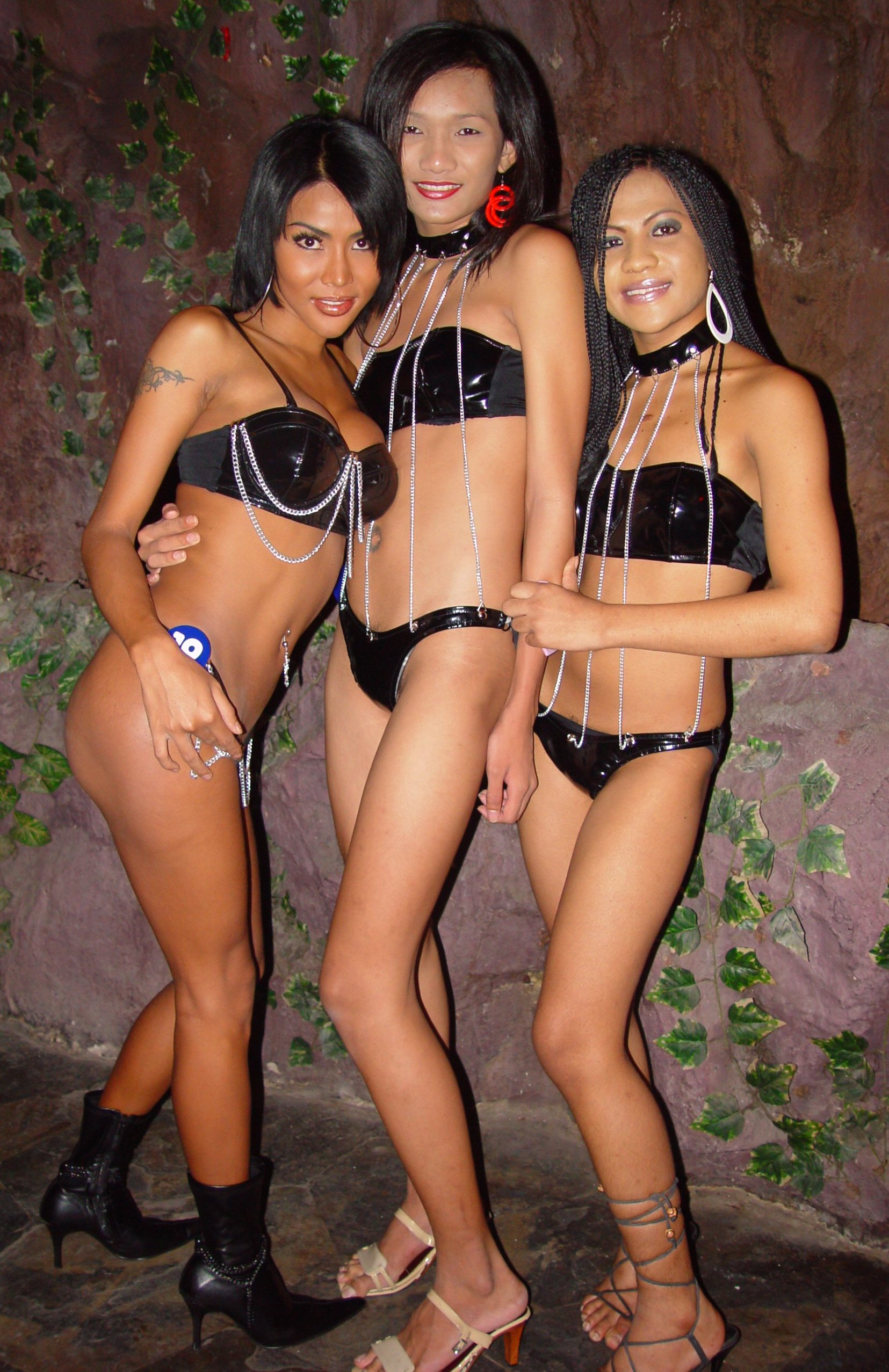
Катої в го-го барі в Бангкоці.

Катой (kathoey, тай. กะเทย, IPA: [kaʔtʰɤːj], також зустрічається варіант «Ледібой») — назва «третьої статі» в Таїланді, що складається з трансгендерних жінок. Їх слід відрізняти від трансвеститів, які приймають жіночий вигляд, бо катої прагнуть повністю відповідати жіночому ґендеру. Представники цього «типу» називаються в Таїланді також англійською ladyboys або тайською sao (або phuying) praphet song («інший тип жінок»), а також phet thee sam (третя стать). Слово походить з кхмерської мови та пізніше поширилося по всій Південно-Східній Азії, крім Філіппін, де частіше вживається слово «bakla».
Слово катой в тайській культурі має грубий відтінок і, найчастіше, застосовується як лайливе, що засуджує або навіть ображає. Однак часи змінюються, і з ростом толерантності в тайському суспільстві слово стає більш жартівливим або іронічним. Про катой з деякою іронією говорять, що це — «справжні жінки» (так як їх вибір своєї статі — усвідомлений) або «жінки вищого сорту».

## Опис
Поняття катой досить широке — воно описує як чоловіків, що демонструють жіночність в різному ступені — від одягу до застосування, так і трансґендерних жінок, які для фемінізації використовують гормональну терапію, корекцію форми грудей, видалення адамова яблука і проходження операції на геніталіях. Незалежно від ступеня фемінізації катой, їх сексуальні інтереси можуть бути спрямовані на чоловіків, жінок та інших катоїв.

## Соціальні аспекти
Като працюють зазвичай на жіночих роботах — в магазинах, кав'ярнях, ресторанах, салонах краси. Багато хто працює в туристичних центрах і в індустрії розваг — танцюють, виступають в кабаре — таких як Альказар або Тіффані в Паттаї.
«Третя стать» в Таїланді — досить звичне явище, що знайшло місце в культурі країни: до катоїв відносяться чимало популярних моделей, співачок і кінозірок, в таїландських газетах нерідко друкують фотографії переможців конкурсів краси серед жінок і катоїв. Не тільки в містах, але і в сільській місцевості поширені катої, які беруть активну участь в місцевих святах і оглядах краси.

## Сучасні події
У 1996 студентка-катой вбила молоду дівчину. Це призвело до бурхливої реакції таїландських газет, педагогічні коледжі Раджабхат закрили прийом катоїв в свої студенти. Рішення було скасовано після масового протесту груп гомосексуалів і приєднаних до них феміністок.
У 1996 волейбольна команда з гомосексуалів і катоїв «Залізні леді» перемогла в національній першості. Уряд, піклуючись про імідж країни, відсторонив катоїв від участі в національній збірній.
Найбільшу популярність в Таїланді отримала Парінья Кіатбусаба (Нонг Тум), переможниця першості з таїландського боксу. Вона пішла з професійного боксу в 1999, перейшовши на тренерську роботу внаслідок серії операцій з корекції статі, і повернулася в бокс в 2006.

## Кіно

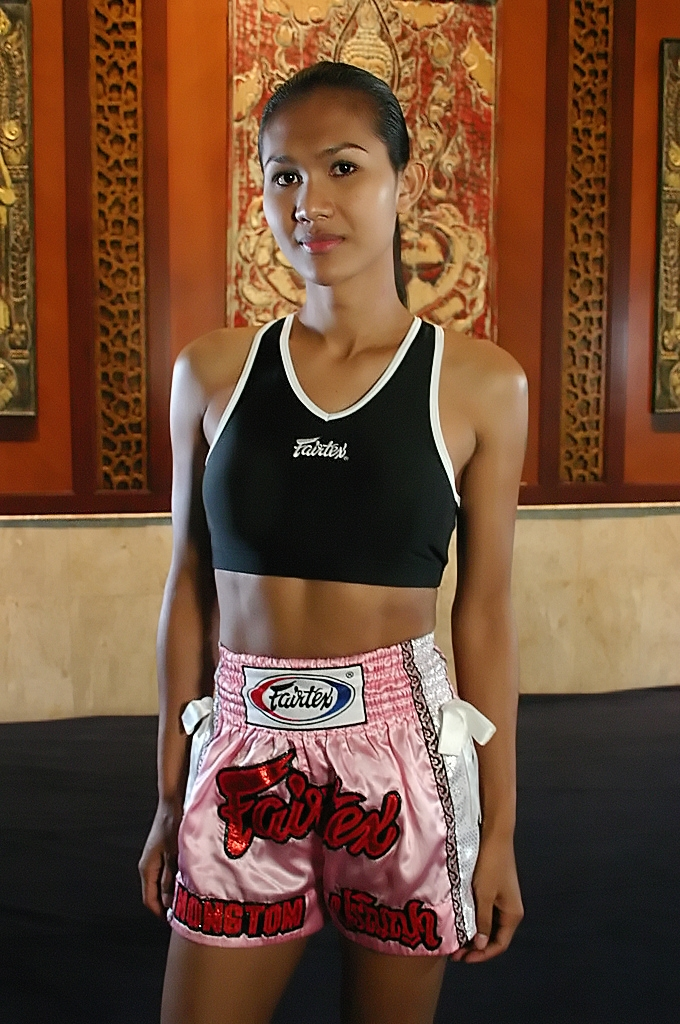
Екс-чемпіон з боксу Нонг Тум

Здобув популярність документальний фільм Ladyboys, що вийшов в 1992 і розповідає про двох молодих катоїв з Паттаї.
Серія фільмів The Iron Ladies і The Iron Ladies 2 вийшла про знамениту волейбольну команду.
У 2002 з'явився таїландський фільм Saving Private Tootsie про групу гомосексуалів і катоїв, що рятуються в джунглях після аварії літака. Канвою для фільму послужили реальні події зі знаменитими естрадними артистами.
Про життя боксера Нонг Тум знятий фільм «Вродливий боксер» в 2003 р. На відміну від фільмів «The Iron Ladies 1 & 2», цей фільм не іронічний, а досить серйозний.
Також багато катоїв знімається в порнофільмах.